# Marquesado de Jabalquinto
El marquesado de Jabalquinto es un título nobiliario español creado por el rey Felipe III de España el 22 de diciembre de 1617 en favor de Manuel de Benavides y Bazán, V señor de Jabalquinto. El 20 de abril de 1820 el rey Fernando VII le concedió la grandeza de España personal al noveno marqués, Pedro Téllez Girón y Pimentel, la cual se le declaró hereditaria el 18 de marzo de 1835.

## Denominación
Su nombre se refiere al municipio andaluz de Jabalquinto, en la provincia de Jaén. Con el tiempo el título pasó a los condes de Benavente y posteriormente a los duques de Osuna. Entre sus posesiones se destacan varios terrenos en la provincia de Jaén y propiedades en Jabalquinto, Andújar, Bailén y Linares.

## Señores de Jabalquinto
- Manuel I de Benavides, I señor de Jabalquinto, casado con María Elvira Manrique de Roxas.
- Juan I Alfonso de Benavides el Bueno, II señor de Jabalquinto, casado con Beatriz de Valencia y Bracamonte, hija de Diego de Valencia y de su esposa Aldonza de Bracamonte.
- Manuel II de Benavides, III señor de Jabalquinto, casado con Luisa Manrique de Lara.
- Juan II de Benavides, IV señor de Jabalquinto, casado con María de Bazán.
- Manuel III de Benavides y Bazán, V señor de Jabalquinto, casado en primeras nupcias con Catalina de Rojas y Ribera y casado en segundas nupcias con Josefa de la Cueva y Guzmán.

## Marqueses de Jabalquinto
|                         | Titular                                                               | Periodo                 |
| Creación por Felipe III | Creación por Felipe III                                               | Creación por Felipe III |
| ----------------------- | --------------------------------------------------------------------- | ----------------------- |
| I                       | Manuel de Benavides y Bazán                                           | 1617-1620               |
| II                      | Juan Francisco de Benavides de Rojas-Sandoval                         | 1620-1636               |
| III                     | Isabel Francisca de Benavides y de la Cueva                           | 1636-1653               |
| IV                      | Gaspar Vigil de Quiñones Alonso Pimentel y Benavides                  | 1653-¿?                 |
| V                       | Francisco Alonso Pimentel de Quiñones y Benavides                     | ¿?-1709                 |
| VI                      | Antonio Francisco Casimiro Alonso-Pimentel Vigil de Quiñones y Zúñiga | 1709-1743               |
| VII                     | Francisco Alonso Pimentel Vigil de Quiñones Borja y Aragón            | 1743-1763               |
| VIII                    | María Josefa Alonso Pimentel Téllez-Girón de Borja y Centelles        | 1763-1834               |
| IX                      | Pedro Téllez-Girón y Pimentel                                         | 1834-1851               |
| X                       | Pedro Téllez-Girón y Fernández de Santillán                           | 1851-1898               |
| XI                      | María de los Dolores Téllez-Girón y Dominé                            | 1902-1939               |
| XII                     | Ángela María Téllez-Girón y Duque de Estrada                          | 1952-2015               |
| XIII                    | Ángela María de Solís-Beaumont y Téllez-Girón                         | 2016-hoy                |

## Historia de los marqueses de Jabalquinto
- Manuel de Benavides y Bazán (m. 1620), I marqués de Jabalquinto.[2][3]

Casó en primeras nupcias con Catalina de Rojas-Sandoval y Vivero, nieta del II marqués de Denia, y en segundas con Josefa de la Cueva y Guzmán. Le sucedió su hijo:
- Juan Francisco de Benavides de Rojas-Sandoval (m. 1636), II marqués de Jabalquinto.[2][3]

Casó en 1622 con su sobrina carnal Isabel de Benavides y la Cueva, III marquesa de Villarreal de Purullena. Le sucedió su hija:
- Isabel Francisca de Benavides y de la Cueva (m. 2 de abril de 1653), III marquesa de Jabalquinto, IV marquesa de Villarreal de Purullena, señora de Espeluy, Almanzora, Estivel, Ventosilla.[5][3]

Casó en 1637 con Alonso Antonio Pimentel y Quiñones (m. 1677), IX conde de Luna, XI conde de Mayorga. Le sucedió su hijo:
- Gaspar Vigil de Quiñones Alonso Pimentel y Benavides, IV marqués de Jabalquinto, XII conde de Mayorga, X conde de Luna, V marqués de Villarreal de Purullena.[6][3]

Casó con Manuela de Haro y Guzmán, hija de Luis Méndez de Haro Guzmán y Sotomayor, VI marqués del Carpio, II conde de Morente, V conde y III duque de Olivares, II marqués de Eliche, I duque de Montoro, y de Catalina Fernández de Córdoba y Aragón, hija del V duque de Segorbe. Sin descendientes. Le sucedió su hermano:
- Francisco Alonso Pimentel de Quiñones y Benavides (Madrid, 4 de marzo de 1655-15 de enero de 1709), V marqués de Jabalquinto, XII conde-IX duque de Benavente, XIII conde de Mayorga, XI conde de Luna, VI marqués de Villarreal de Purullena, gentilhombre de cámara y luego sumiller de corps del rey, alcaide perpetuo de Soria, caballero de la Orden de Santiago desde 1693 y comendador de Corral de Almaguer en dicha orden.[6][7][3]

Casó en primeras nupcias el 6 de julio de 1671 con María Antonia Ladrón de Guevara y Tassis (m. 1677), hija de Beltrán Vélez Ladrón de Guevara, I conde de Campo Real, y su esposa Catalina Vélez Ladrón de Guevara, IX condesa de Oñate, IV condesa de Villamediana.
Casó en segundas nupcias con Manuela de Zúñiga y Sarmiento, hija de Juan de Zúñiga, IX duque de Béjar etc., y de Teresa Sarmiento de la Cerda, de la casa ducal de Híjar. Le sucedió, de su segundo matrimonio, su hijo:
- Antonio Francisco Casimiro Alonso-Pimentel Vigil de Quiñones y Zúñiga (m. 1743), VI marqués de Jabalquinto, XIII conde-X duque de Benavente, XIII conde de Luna, VII marqués de Villarreal de Purullena, XV conde de Mayorga, XIII conde de Alba de Liste, VI conde de Villaflor, merino mayor de León y Asturias, alcaide mayor de Soria, gentilhombre de cámara del rey Carlos II.[10][9][3]

Casó en primeras nupcias el 10 de julio de 1695, en Gandía, con María Ignacia de Borja y Aragón, hija de Pascual de Borja y Centellas, X duque de Gandía, VII marqués de Lombay, XI conde de Oliva.
Casó en segundas nupcias, en 1715, con Marie Philippe de Hornes (m. 1725), hija del vizconde de Furnes. Sin descendientes. Le sucedió, de su primer matrimonio, su hijo:
- Francisco Alonso Pimentel Vigil de Quiñones Borja y Aragón (1707-9 de febrero de 1763), VII marqués de Jabalquinto, XIV conde-XI duque de Benavente, X duque de Medina de Rioseco, XIII duque de Gandía, XV conde de Luna, VIII marqués de Villarreal de Purullena, VII conde de Villaflor, XI marqués de Lombay, XIV conde de Alba de Liste, XVII conde de Mayorga, XII conde de Melgar, XIII conde de Oliva, II duque de Arión, merino mayor de León y de Asturias, comendador de Corral de Almaguer por la Orden de Santiago, capitán principal de una de las compañías de las guardias de Castilla, alcaide perpetuo de los alcázares de Soria y Zamora, alférez mayor, alguacil mayor, alcalde y escribano mayor de sacas de Zamora, caballero de la Orden de San Jenaro y gentilhombre de cámara del rey con ejercicio.[10][12][3]

Casó en primeras nupcias el 6 de mayo de 1731 con Francisca de Benavides y de la Cueva, hija de Manuel de Benavides y Aragón, V marqués de Solera, X conde y I duque de Santisteban del Puerto, X marqués de las Navas, X conde del Risco, XIII conde de Concentaina, y de Catalina de la Cueva, condesa de Castellar.
Casó en segundas nupcias el 20 de julio de 1738 con María Faustina Téllez-Girón y Pérez de Guzmán, hija de José María Téllez-Girón y Benavides, VII duque de Osuna, conde de Pinto etc., y de Francisca Pérez de Guzmán, hija del XII duque de Medina Sidonia. Le sucedió, de su segundo matrimonio, su hija:
- María Josefa Alonso Pimentel Téllez-Girón de Borja y Centelles (26 de noviembre de 1752-Madrid, 5 de octubre de 1834), VIII marquesa de Jabalquinto, XV condesa-XII duquesa de Benavente, XIII duquesa de Béjar, III duquesa de Plasencia, XII duquesa de Arcos, XIV duquesa de Gandía, IX duquesa de Mandas y Villanueva, XVI condesa de Luna, XIV marquesa de Gibraleón, IX marquesa de Terranova, XII marquesa de Lombay, XV marquesa de Zahara, XIX condesa de Mayorga, XIV condesa de Bañares, XV condesa de Belalcázar, XIV condesa de Oliva, XI condesa de Mayalde, XIII condesa de Bailén, XII condesa de Casares, XVI vizcondesa de la Puebla de Alcocer, VI condesa de Villaflor, I duquesa de Monteagudo, I marquesa de Marchini, I condesa de Osilo, I condesa de Coguinas.[10][3]

Casó el 29 de diciembre de 1771 con su primo Pedro Alcántara Téllez-Girón y Pacheco, IX duque de Osuna etc. Por sentencia del Consejo de Castilla del 5 de octubre de 1817 y 3 de enero de 1818, en pleito con su hermano el duque de Osuna, le sucedió su hijo:
- Pedro Téllez-Girón y Pimentel (Quiruelas, Benavente, 15 de octubre de 1785-Madrid, 24 de enero de 1851), IX marqués de Jabalquinto, II príncipe de Anglona, grande de España, vicepresidente primero del Senado, senador vitalicio del reino, consejero de Estado, coronel y teniente general, gobernador y capitán general de Cuba y de los reinos de Andalucía, presidente de la Real Academia de Bellas Artes de San Fernando y de la Real Academia de la Historia, caballero de justicia de la Orden de San Juan y de la Orden de Santiago, Gran Cruz de Carlos III y Gran Cruz de Isabel la Católica.[15][3]

Casó el 7 de octubre de 1811, en Cádiz, con María del Rosario Fernández de Santillán y Valdivia (1795-1857). El 14 de junio de 1851 le sucedió su hijo:
- Pedro Téllez-Girón y Fernández de Santillán (Cádiz, 4 de septiembre de 1812-Biarritz, 3 de septiembre de 1898), X marqués de Jabalquinto, XIII duque de Osuna, XVII duque de Gandía, XIX marqués de Lombay, XVIII conde-XV duque de Benavente, XVII conde de Ureña, XVI duque de Medina Rioseco, III príncipe de Anglona.[16][3]

Casó el 20 de julio de 1857, en Jabalquinto, con Julia Fernanda de Dominé (1842-1901). El 19 de junio de 1909 le sucedió su hija:
- María de los Dolores Téllez-Girón y Dominé (Madrid, 13 de agosto de 1859-1 de enero de 1939), XI marquesa de Jabalquinto, XVIII duquesa de Gandía, XIX condesa-XVI duquesa de Benavente, XXI marquesa de Lombay.[17][3]

Casó el 5 de febrero de 1887, en Bayona, con Emilio Bessieres y Ramírez de Arellano (1859-1911), diputado a Cortes por Baeza. Sin descendencia. El 9 de mayo de 1952 le sucedió su sobrina, hija única de Mariano Téllez-Girón XV duque de Osuna, y de Petra Duque de Estrada y Moreno:
- Ángela María Téllez-Girón y Duque de Estrada (Pizarra, Málaga, 7 de febrero de 1925-Sevilla, 29 de mayo de 2015), XII marquesa de Jabalquinto, XVI marquesa de Villafranca del Bierzo, XX condesa de Ureña, XIV duquesa de Uceda, XX condesa-XVII duquesa de Benavente, XVI duquesa de Arcos, XIX duquesa de Gandía, XVIII marquesa de Lombay, XX duquesa de Medina de Rioseco, XVI condesa de Peñaranda de Bracamonte, XIII condesa de Pinto, XIII condesa de la Puebla de Montalbán, IX duquesa de Plasencia, XVII marquesa de Frechilla y Villarramiel, XX condesa de Oropesa, XIV marquesa de Toral, XXI condesa de Alcaudete, XVIII marquesa de Berlanga, XIII marquesa de Belmonte, XVII condesa de Salazar de Velasco, XVII marquesa de Jarandilla, XIV marquesa de Villar de Grajanejos, XV marquesa de Frómista, XIX duquesa de Escalona, XX condesa de Fuensalida, dama de la Real Maestranza de Caballería de Zaragoza y de la de Valencia, Gran Cruz de la Orden Constantiniana de San Jorge, de la Orden de Malta, de la Orden del Santo Cáliz de Valencia y de la Real Asociación de Hidalgos a Fuero de España.[20][21]

Casó en 1946 en primeras nupcias, en Espejo (Córdoba), con Pedro de Solís-Beaumont y Lasso de la Vega (1916-1959), caballero maestrante de Sevilla, y en segundas, en 1963, con José María de Latorre y Montalvo (1922-1991), VII marqués de Montemuzo, VIII marqués de Alcántara del Cuervo. El 15 de abril de 2016, previa orden del 17 de marzo para que se expida la correspondiente carta de sucesión (BOE del día 30), le sucedió, de su primer matrimonio, su hija:
- Ángela María de Solís-Beaumont y Téllez-Girón (n. Sevilla, 21 de noviembre de 1950), XIII marquesa de Jabalquinto, XVII marquesa de Villafranca del Bierzo, XVII marquesa de Peñafiel, XVII duquesa de Arcos, XVIII marquesa de Jarandilla, XXIV marquesa de Lombay, XXI condesa-XVIII duquesa de Benavente, XVII condesa de Peñaranda de Bracamonte, XIV condesa de Pinto, XIV condesa de la Puebla de Montalbán, XXI condesa de Oropesa, XXII condesa de Alcaudete, XIX marquesa de Berlanga, XVIII marquesa de Frechilla y Villarramiel, XV marquesa del Toral, dama de la Real Maestranza de Zaragoza, dama de la Asociación de Hidalgos a Fuero de España.[22]

Casó en primeras nupcias el 3 de marzo de 1973, en Puebla de Montalbán, con Álvaro María de Ulloa y Suelves, XI marqués de Castro Serna, en segundas con José Antonio Muñiz y Beltrán y en terceras con Pedro Romero de Solís.